# مخازن هیدروکربوری
مخازن هیدروکربوری به ذخایر زیرزمینی نفت خام و گاز طبیعی گفته می‌شود. سوخت‌های فسیلی در عمق سه تا چهار کیلومتری زمین، در لایه‌های آن و با فشار چند صد اتمسفر به صورت ذخیره می‌باشند. گازهای طبیعی زیرزمینی یا به تنهایی یا به همراه نفت تشکیل کانسار (معدن) می‌دهند؛ که در هر دو صورت از نظر اقتصادی بسیار گران‌بها می‌باشد. در صورت همراه بودن با نفت گازها در داخل نفت حل می‌شوند، و عمدتاً نیز به همین صورت یافت می‌گردد و در این رابطه مؤلفه‌های فیزیکی مواد، حرارت و فشار مخزن تأثیرات مستقیم دارند و نهایتاً درصورت رسیدن به درجه اشباع، تجزیه شده و به لحاظ وزن مخصوص کمتر، در قسمت‌های فوقانی کانسار و بر روی نفت یا آب به شکل گنبدهای گازی قرار می‌گیرند. گاهی در مخازن، گازهای محلول در آب نیز مشاهده شده‌است.
گاز متان در حرارت و فشار موجود در کانسار‌ها متراکم نمی‌گردد بنابراین همیشه به صورت گاز باقی‌مانده ولی در مخازنی که تحت فشار بالا هستند به شکل محلول در نفت در می‌آید. سایر اجزای گاز طبیعی در مخازن نسبت به شرایط موجود در کانسار در فاز مایع یا فاز بخار یافت می‌شوند. گازهای محلول در نفت به مثابه انرژی و پتانسیل تولید مخزن بوده و حتی‌المقدور سعی می‌گردد به روش‌هایی از خروج آن‌ها جلوگیری گردد ولی در هر حال بسیاری از گاز محلول در نفت در زمان استخراج همراه با نفت خارج می‌گردد. در سال‌های پیش از انقلاب در صد بالایی از آن از طریق مشعل سوزانده می‌شدو به هدر می‌رفت ولی در سال‌های بعد تا بحال به‌تدریج و با اجرای طرح‌هایی منجمله طرح آماک از آن‌ها به عنوان تولیدات فرعی استحصالی از میادین نفت کشور به منظور تزریق به مخازن نفتی - تولید مواد خام شیمیایی و سوختی با ارزش استفاده می‌کنند.

## استخراج گاز
در ایران گاز طبیعی خام را از دو نوع چاه استخراج می‌نمایند؛ روش اول از میادین گازی، مانند میدان گازی خانگیران، میدان گازی تابناک، میدان گازی شانول، میدان گازی هما و میدان گازی وراوی. روش دوم از طریق میادین نفتی، که نفت خام تولیدی آن میادین، حاوی حجم بالایی از گازهای همراه می‌باشد، مانند میدان نفتی اهواز، میدان نفتی آغاجاری، میدان نفتی مارون، میدان نفتی گچساران، میدان نفتی بی‌بی‌حکیمه و میدان نفتی رامشیر.

## ترکیبات گاز طبیعی خام
گاز طبیعی موجود در مخازن هیدروکربوری زیرزمینی به دو حالت می‌تواند از زمین خارج شده و در دسترس قرار‌ گیرد. اگر بیشترین ماده موجود در مخزن زیرزمینی، گاز طبیعی باشد، به آن «چاه مستقل گازی» می‌گویند. گاز طبیعی خام که از چاه‌های مستقل گازی استخراج می‌گردد و هنوز فرایندهای سرچاهی و پالایشی را طی نکرده‌است، از مواد مختلفی تشکیل گردیده است. این مواد به‌طور عمده شامل هیدروکربور متان، به همراه گاز اتان و هیدروکربورهای دیگر به صورت سنگین و مایع مانند پروپان، بوتان و هیدروکربورهای سنگین تر یا چکیده نفتی که میعانات گازی نامیده می‌شوند و حاوی بنزین طبیعی هستند و همچنین مقداری از ناخالصی‌های غیر هیدروکربوری شامل بخار آب، دی اکسید کربن، منواکسید کربن، نیتروژن، سولفید هیدروژن، هلیوم و گازهای دیگر می‌باشند که درصد هر کدام از این مواد در گاز طبیعی، بستگی به نوع مخزن، محل آن، عمق مخزن و عوامل دیگر دارد.
این چاه‌ها به صورت معمول قادر به تولید در اندازه‌های تجاری بوده و محصول آن‌ها به نام گاز غیر همراه نیز شناخته می‌شود.
گازهای طبیعی خام استخراج شده از چاه‌های مستقل گازی یا هیچ نفتی همراه خود ندارند یا مقدار نفت همراه آن‌ها بسیار ناچیز می‌باشد؛ اما این گازها به دلیل اینکه از اعماق زمین به بالا آمده‌اند، در طول مسیر بالا آمدن، با خود مقداری شن و ماسه و آب شور را به همراه آورده‌اند. از اینرو، قبل از ارسال این گازها به پالایشگاه‌ها، جامدات همراه با آن‌ها در محلهایی که به مجموعه تأسیسات سَرِچاهی شناخته می‌شوند، توسط دستگاه‌هایی به نام جدا کننده، از گاز جدا می‌گردند.
پس از این کار، گاز طبیعی که جامدات همراه خود را تا حد بسیار زیادی از دست داده است، توسط خطوط لوله به مراکز جمع‌آوری (پالایشگاه) انتقال می‌یابد. در طول مسیر لوله‌های انتقال، به دلیل کم شدن تدریجی فشار گاز، دمای آن کاهش می‌یابد و بر اثر این کاهش دما، آبهایی که همراه با گاز از اعماق زمین استخراج شده و همراه با آن به صورت بخار آب در حال حرکت می‌باشند (که آن‌ها را هیدرات‌های گاز طبیعی می‌نامند)، کم‌کم به مایع تبدیل خواهند شد و اگر دما باز هم کاهش یابد، این آب‌ها به صورت نیمه جامد یا جامد (کریستال‌های یخ) درآمده و حرکت گاز را با مشکل مواجه می‌کنند و در حالت بدتر، امکان دارد که در نقاطی از مسیر، این جامدات به دیواره لوله بچسبند. در صورت بروز چنین پدیده‌ای، خیلی زود سایر مایعات یا جامداتی که به همین علت تشکیل شده و به همراه گازها در حال حرکت می‌باشند، به این نقطه خواهند پیوست و در زمان بسیار کوتاهی، حجم این توده به قدری بزرگ خواهد گردید که تقریباً به‌طور کامل، مانع از حرکت گاز در لوله می‌گردد. با توجه به سرعت و فشار بالای گازهای در حال عبور، گاز در پشت این نقطه متراکم شده و به راحتی می‌توان پیشبینی نمود که این اتفاق حتی ممکن است خط لوله انتقال گاز را دچار نشتی، ترکیدگی یا حتی انفجار کند. از اینرو، در نقاط خاصی از مسیر خط لوله بین چاه‌ها تا مقصد، دستگاه‌های گرمکن وجود دارند که دمای گاز را بالا می‌برند.
چاه‌های نفت نیز به‌طور معمول حاوی مقادیری گاز می‌باشند. گاز طبیعی خام موجود در چاه‌های نفت، به دو صورت می‌تواند استخراج گردد؛ چنانچه گاز به صورت محلول در نفت خام باشد، گازِ محلول نامیده می‌شود. اگر گاز در تماس مستقیم ولی جدا از نفت باشد، به آن گازِ همراه می‌گویند.

## مشخصات و مزیتهای گاز طبیعی
گاز طبیعی حاصل از عملیات فرآورش نهایی دارا ی مشخصات بدون رنگ، بدون بو و سبک‌تر از هوا می‌باشد. ارزش حرارتی یک گاز، مقدار حرارتی است که در اثر سوختن یک مترمکعب آن گاز ایجاد می‌شود که بدین ترتیب ارزش حرارتی هر متر مکعب متان تقریباً معادل ارزش حرارتی یک لیتر نفت سفید می‌باشد و به عبارت دیگر چنانچه یک فوت مکعب از آن سوزانده شود معادل با ۲۵۲ کیلو کالری انرژی حرارتی آزاد می‌نماید که از این لحاظ در مقایسه با دیگر سوختها بسیار قابل توجه می‌باشد. هیدروکربن‌ها با فرمول عمومی CnH2n+۲ اجزاء اصلی گاز طبیعی بوده و منابع عمده انرژی می‌باشند. افزایش اتم‌های کربن مولکول هیدروکربن را سنگینتر و ارزش حرارتی آن افزونتر می‌سازد. ارزش حرارتی هیدروکربن‌های متان و اتان از ۸۴۰۰ تا ۱۰۲۰۰ کیلو کالری به‌ازای هر مترمکعب آن‌ها می‌باشد. ارزش حرارتی هیدروکربن پروپان برابر با ۲۲۲۰۰ کیلو کالری به‌ازای هر مترمکعب آن می‌باشد. ارزش حرارتی هیدروکربن بوتان برابر با ۲۸۵۰۰ کیلو کالری به‌ازای هر مترمکعب آن می‌باشد. گاز طبیعی شامل ۸۵ درصد گاز متان و ۱۲ درصد گاز اتان و ۳ درصد گاز پروپان، بوتان، ازت و غیره می‌باشد.
گاز طبیعی حاصل از میادین گازی سرخس حاوی متان با درجه خلوص ۹۸ درصد می‌باشد. ارجحیت دیگر گاز گاز طبیعی (متان – CH4) به سایر سوخت‌ها آن است که گاز طبیعی تمیزترین سوخت فسیلی است زیرا نه تنها با سوختن آن گاز سمی و خطرناک منواکسید کربن تولید نمی‌گردد بلکه جالب است بدانیم که ماحصل سوخت این گاز غالباً آب به همراه حداقل میزان دی‌اکسیدکربن در مقایسه با تمام سوختهای فسیلی می‌باشد.
دمای احتراق خود به خود گاز طبیعی ۶۴۹ درجه سانتی گراد است. دمای جوش متان ۴۹/ ۱۶۱ درجه سانتی‌گراد زیر صفر است. فرایند تبدیل گاز طبیعی به گاز مایع در همین درجه حرارت صورت می‌گیرد. یکی از عوامل مهم و مؤثر در کامل سوزی گاز طبیعی و آبی سوزی شعله تامین هوای کافی است. میزان هوای لازم جهت هر مترمکعب گاز طبیعی هنگام سوختن حدودأ ۱۰ متر مکعب می‌باشد. آبی‌تر بودن شعله به معنی دریافت بهتر و بیشتر هوا می‌باشد.

## فرآورش گاز طبیعی
مجموعه عملیات پیچیده‌ای است شامل فرایندهایی بقرار و ترتیب ذیل که در جریان آن بتوان گاز طبیعی را که شامل عمدتاً متان به‌عنوان اصلی‌ترین ماده و با درصد خلوص ۸۰ تا ۹۷ می‌باشد را به‌عنوان محصول نهائی پالایش نمود، ضمن آنکه در این فرایندها علاوه بر استحصال گوگرد ترکیبات ارزشمند مایعات گاز طبیعی  شامل گاز مایع و (CONDENSATE) که تماما در ردیف اقلام صادراتی نیز بشمار می‌آیند جداسازی می‌گردند.

## گاز همراه با نفت
گازی که همراه نفت است، باید از آن جدا شود تا نفت خالص و پایدار بدست آید. در صورتی که نفت و گاز استخراجی از چاه مستقیماً به مخازن ذخیره نفت هدایت گردند. بعلت سبک و فرار بودن گاز مقداری از آن از منافذ فوقانی مخزن ذخیره خارج شده و در ضمن مقداری از اجزای سبک و گرانبهای نفت را هم با خود خارج می‌کند. از این رو نفت را پس از خروج از چاه و پیش از آنکه به مخزن روانه گردد به درون دستگاه تفکیک نفت و گاز هدایت می‌کنیم.
عملیات تفکیک گاز همراه از نفت خام اصولاً با ابزار موجود در سر چاه و طی فرایندهای سرچاهی، انجام می‌شود. این عمل توسط دستگاهی بنام جداکننده سنتی که هیدرو کربورهای سنگین و مایع را از هیدروکربورهای سبک‌تر و گازی تفکیک می‌نماید صورت می‌گیرد. سپس این دو هیدروکربن برای فرآورش بیشتر به مسیرهای مجزایی هدایت شده تا عملیات تصفیه‌ای لازم بر روی آن‌ها صورت گیرد.
این دستگاه به شکل یک استوانه قائم دربسته بوده که در آن با استفاده از نیروی گرانش ذرات گاز از هم باز و به اصطلاح منبسط می‌گردد، و در این ضمن از سرعت آن نیز کاسته می‌شود. وقتی فشار و سرعت گاز به مقدار زیادی کاهش یافت بخش انبوهی از گاز، از نفت جدا می‌گردد. آنگاه گاز حاصل را توسط لوله به مخزن دیگری هدایت می‌کنند گازی که از دستگاه جداکننده خارج می‌گردد، غالباً از نوع گاز تر بوده و حاوی مقدار زیادی بنزین سبک (طبیعی) نیز می‌باشد. بنزین سبک (طبیعی) به لحاظ آنکه دارا ی ارزش فراوانی می‌باشد الزاماً باید در مراحل بعدی از گاز طبیعی جدا گردد.

## گاز محلول در نفت خام
در مواردی که گاز در نفت خام محلول است مقداری از آن به جهت ماهیت گاز و تحت تأثیر کاهش فشار موجود در سر چاه از نفت جدا می‌گردد و سپس این دو گروه از هیدروکربن‌ها برای فرآورش بیشتر هر یک به مجاری مخصوص بخود فرستاده می‌شوند.

## تفکیک مایعات گازی
این فرایند اولین مرحله از مجموعه عملیات پالایش گاز طبیعی خام می‌باشد. در به عمل آوری مایعات گاز طبیعی فرایندی سه مرحله‌ای وجود دارد. زیرا ابتدا مایعات توسط جاذب از گاز طبیعی استخراج و سپس ماده جاذب طی فرایند دوم قابلیت استفاده مجدد (مکرر) را در فرایند ابتدایی کسب می‌نماید و نهایتاً در فرایند سوم عناصر تشکیل دهنده و گرانبهای این مایعات نیز باید از خودشان جداسازی شده و به اجزای پایه‌ای تبدیل گردند؛ که این فرایند در یک نیروگاه فرآورش نسبتاً متمرکز بنام کارخانه گاز مایع بر روی مایعات حاصل انجام می‌شود. بخش اعظم مایعات گازی در محدوده بنزین و نفت سفید می‌باشد. ضمن آنکه می‌توان فرآورده‌های دیگری مانند حلال و سوخت جت و دیزل نیز از آن تولید نمود. مواد متشکله در مایعات گاز طبیعی عبارت‌اند از.

### اتان
اتان ماده‌ای است ارزشمند و خوراک مناسب جهت مجتمع‌های پتروشیمی و تبدیل آن به ماده ایی با ارزش بیشتر به نام اتیلن و پلی اتیلن. گاز طبیعی میدان پارس جنوبی حدودأ حاوی شش درصد اتان می‌باشد که با جداسازی آن و ساخت اتیلن و پلی اتیلن مزیت‌های اقتصادی فراوانی برای کشورمان ایجاد می‌شود. کاربرد فناوری تفکیک اتان از مایعات گازی در ایران بسیار جدید است و هم‌اکنون در فازهای ۴و۵ پارس جنوبی بکار گرفته می‌شود.

### گاز مایع
گاز مایع عمدتا شامل پروپان و بوتان بوده که آن را می‌توان با پالایش نفت خام نیز بدست آورد. ضمنا در فرایند شکست مولکولی (کراکینگ) نفت خام یا فرایند افزایش اکتان بنزین (ریفرم کاتالیستی) نیز این ماده ارزشمند به صورت محصول جانبی حاصل می‌شود. درصد پروپان و بوتان موجود در گاز مایع که مصارف سوختی در خودرو (کمتر) و در منازل (بیشتر) دارد متغیر بوده به‌طوری‌که در فصل گرم پروپان کمتر و در فصل سرد پروپان بیشتر خواهد بود در فصل سرد افزایش درصد پروپان به علت سبک‌تر بودن باعث تبخیر بهتر سوخت می‌گردد. معمولاً درصد پروپان در گاز مایع بین ۱۰ الی ۵۰ درصد متغیر است.

### میعانات گازی
شامل ترکیبات سنگینتر از بوتان مولکول‌هایی دارای اتم‌های کربن بیشتر و حالت مایع در شرایط دما و فشار جو را شامل می‌گردند. این ترکیبات را می‌توان به منظور صادرات پس از تثبیت فشار بخار و تنظیم نقطهٔ شبنم طبق مشخصات اعلام شده متقاضی (خریدار) به مخازن انتقال یافته و بمحض تکمیل ظرفیت مخزن صادر شوند؛ ولی این گروه از هیدرکربورها به لحاظ ارزشمندی بیشتری که نسبت به دیگر محصولات جدا شده دارند مقرون به صرفه‌است که طی فرایند دیگری در پالایشگاه میعانات گازی به سوخت‌هایی تبدیل گردد، که تاکنون در پالایشگاه‌های نفت از پالایش نفت خام حاصل می‌گردید. با توجه به اینکه پالایشگاه ۵۰۰ میلیون دلاری میعانات گازی در امارات متحده عربی بخشی از خوراک مورد نیاز خود را از ایران تأمین می‌نماید و حجم فراوان مایعات گازی که با بهره‌برداری از فازهای پارس جنوبی و دیگر پالایشگاه‌های گاز کشور حاصل می‌گردد، احداث پالایشگاه‌های میعانات گازی با امکاناتی شامل یک برج تقطیر و چند فرایند تصفیه و ریفرمینگ کاتالیستی، بسیار حائز اهمیت می‌باشد.
در حال حاضر کلیه مایعات گازی تولیدی در دو بخش صنایع پتروشیمی و پالایشگاه‌ها جهت خوراک مورد استفاده قرار گرفته و بخش سوم آن نیز صادر می‌گردد. مایعات گازی حاصل از پالایش گازهای ترش نیز ترش بوده و حاوی درصد فراوانی از هیدروژن سولفید و مرکاپتان می‌باشد؛ بنابراین بعد از تقطیر و تهیه فراورده‌ها نیاز به فرایندهای پالایشی جهت زدودن و یا کاستن از میزان گوگرد و مرکاپتان می باشد.

## حذف دی اکسیدکربن و سولفور
بعد از جداسازی مایعات گازی از گاز طبیعی خام دومین قسمت از فرآورش گاز نیز صورت می‌گیرد که شامل جداسازی دی‌اکسید کربن و سولفید هیدروژن است. گاز طبیعی بسته به موقعیت چاه مربوط مقادیر متفاوتی از این دو ماده را شامل می‌گردد. فرایند تفکیک سولفید هیدروژن و دی‌اکسید کربن از گاز ترش، شیرین کردن گاز نامیده می‌شود. سولفید هیدروژن و دی‌اکسید کربن را می‌توان سوزاند و از گوگرد نیز صرفنظر نمود ولی این عمل باعث آلودگی شدید محیط زیست می‌گردد. با توجه به اینکه سولفور موجود در گاز عمدتآ در ترکیب سولفید هیدروژن قرار دارد، حال چنانچه میزان سولفید هیدروژن موجود از مقدار ۷/۵ میلیگرم در هر متر مکعب گاز طبیعی بیشتر باشد به آن گاز ترش اطلاق می‌گردد. وچنانچه از این مقدار کمتر باشد نیاز به تصفیه نمی‌باشد.
سولفور موجود در گاز طبیعی به علت دارا بودن بوی زننده و تنفس‌های مرگ‌آور و عامل فرسایندگی خطوط لوله انتقال، گاز را غیر مطلوب و انتقال آن را پر هزینه می‌سازد. تکنیک‌های مورد استفاده در فرایند شیرین‌سازی گاز ترش موسوم به «فرایند آمین» که متداول‌ترین نوع در عملیات شیرین‌سازی می‌باشد تشابه فراوانی با فرایند قبل و فرایند بعدی خود یعنی نم زدایی توسط گلایکول دارند. مواد مورد استفاده در این فرایند انواع محلول‌های آمین می‌باشد. در این نوع فرایندها اغلب از دو محلول آمین باسامی مونو اتانول آمین و دی اتانول آمین (اداره مبارزه با مواد مخدر آمریکا) استفاده می‌گردد.
گاز ترش از میان برجی که با محلول آمین پر شده‌است جریان داده می‌شود. تشابه خواص ملکولی محلول آمین با سولفور موجود در سولفید هیدروژن باعث می‌گردد تا بخش عمده‌ای از مواد سولفوره جذب محلول گردد و سپس این محلول با شرکت در فرایند ثانوی ضمن جداسازی از سولفید هیدروژن جذب شده مجدداً قابل بهره‌برداری در فرایند ابتدایی می‌گردد. روش دیگری در رابطه با شیرین‌سازی گاز ترش با استفاده از جاذب‌های جامد برای جداسازی دی اکسیدکربن و سولفید هیدروژن نیز وجود دارد. دی اکسید کربن حاصل از فرایند از طریق مشعل وارد محیط شده و طبعآ آلودگی‌هایی از خود بجا می‌گذارد که اجتناب ناپذیر می‌باشد؛ ولی سولفید هیدروژن حاصل از فرایند قبل پس از انتقال به واحد گوگرد سازی با شرکت در فرایندی کاتالیستی و با واکنش‌های گرمایی بنام فرایند کلاوس سولفور موجود را به صورت مایع آزاد می‌نماید. مایع حاصل بعد از انتقال به واحد دیگری و بعد از عملیات دانه بندی و انبار می‌شود این فرایند تا ۹۷ درصد سولفور موجود در گاز طبیعی را بازیافت می‌نماید. این ماده که سولفور پایه نامیده می‌شود. به‌شکل پودر زرد رنگ بوده و آن را می‌توان داخل محوطه پالایشگاه یا خارج از آن مشاهده نمود. البته نظر به نیاز بازار جهانی، سولفور موجود بعد از استخراج و تصفیه و آماده‌سازی کامل جزو اقلام صادراتی محسوب و جداگانه به بازار عرضه می‌گردد.
مرکاپتان‌ها گروه دیگری از ترکیبات گوگرد دار می‌باشند، که باید از ترکیب گاز قابل مصرف توسط فرایندی از نوع غربال مولکولی جداسازی گردد. از آنجاییکه سیستم لوله کشی‌های مشترکین فاقد هشدار دهنده‌های نشت گاز می‌باشد ضرورتآ و به همین منظور مقدار اندکی از آن که منجر به ضایعات در خطوط لوله نگردد را در ترکیب گاز بجا می‌گذارند تا به کمک این مواد بودار (بوی تخم مرغ گندیده) مصرف‌کننده از وجود نشتی در لوله‌های گاز آگاه گردد.
در همین رابطه در ایستگاه‌های CGS نیز به‌طور جداگانه مقداری مرکاپتان به جریان گاز تزریق می‌گردد. گاز میادین پارس جنوبی، نار و کنگان، سرخس و گاز همراه میدان آغاجاری از نوع ترش بوده و لذا حاوی مقدار معتنابهی گوگرد می‌باشد. گاز میادین تابناک - شانون، هما، وراوی و گاز همراه میادین مارون و اهواز از نوع شیرین بوده و طبعاً بعلت فقدان گوگرد و حذف فرایندهای مربوطه نسبت به گاز میادین دیگر با ارزشتر می‌باشد.

## نم زدایی

### رطوبت زدایی با محلول گلایکول
علاوه بر تفکیک نفت با گاز مقداری آب آزاد همراه با گاز طبیعی وجود دارد که بیشتر آن توسط روش‌های جداسازی ساده در سر چاه یا در نزدیکی آن از گاز جدا می‌شود. در حالیکه بخار آب موجود در محلول گاز می‌بایست طی فرایندی بسیار پیچیده تحت عنوان عملیات نم زدایی یا رطوبت زدایی از گاز طبیعی تفکیک گردند. در این فرایند بخار آب متراکم و موجود در سطح توسط ماده نم زدا جذب و جمع‌آوری می‌گردد. نوع متداول نم زدایی جذب با عنوان نم زدایی گلایکول که ماده اصلی این فرایند می‌باشد شناخته می‌شود. در این فرایند، از مایع نم زدای خشک‌کننده حاوی گلایکول برای جذب بخار آب از جریان گاز استفاده می‌شود. در این نوع فرایند اغلب از دو محلول گلایکول باسامی دی اتیل گلایکول یا تری اتیل گلایکول استفاده می‌گردد.
خواص مولکولی ماده گلایکول شباهت بسیاری با آب دارد لذا چنانچه در تماس با جریانی از گاز طبیعی قرار گیرد، رطوبت آب موجود در جریان گاز را جذب و جمع‌آوری می‌نماید. ملکول‌های سنگین شده گلایکول در انتهای تماس دهنده جهت خروج از نم زدا جمع و خارج میشوند سپس گاز طبیعی خشک نیز از جانب دیگر به بیرون از نم زدا انتقال می‌یاید. محلول گلایکول را از میان دیگ بخار به منظور تبخیر نمودن آب محلول در آن و آزاد کردن گلایکول جهت استفاده مجدد آن در فرایندهای بعدی نم زدایی عبور می‌دهند. این عمل با بهره‌گیری از پدیده فیزیکی یعنی وجود اختلاف در نقطه جوش آب تا ۲۱۲درجه فارنهایت (۱۰۰ درجه سانتیگراد) و گلایکول تا ۴۰۰ درجه فارنهایت صورت می‌گیرد.

### رطوبت زدایی با ماده خشک‌کننده جامد
رطوبت زدایی با ماده خشک‌کننده جامد که معمولاً مؤثرتر از نم زداهای گلایکول هستند نیز با استفاده از روش جذب سطحی صورت می‌گیرد. جهت این کار به حداقل دو برج یابیشتر نیاز می‌باشد که به کمک یک ماده خشک‌کننده جامد شامل آلومینا یا ماده سیلیکاژل پرشده‌است. نم زدایی با ماده خشک‌کننده جامد اولین شیوه نم زدایی گاز طبیعی با استفاده از روش جذب سطحی است گاز طبیعی از داخل این برج‌ها، از بالا به پایین عبور داده می‌شوند. گاز طبیعی در این فرایند ضمن عبور از اطراف ذرات ماده خشک‌کننده رطوبت‌های موجود در جریان گاز طبیعی به سطح ذرات ماده خشک‌کننده جذب می‌گردد و باتکمیل این فرایند تقریباً تمام آب توسط ماده خشک‌کننده جامد جذب شده و نهایتاً گاز خشک از انتهای برج خارج شود.
این نوع از سیستم نم زدایی از آنجایی که در رابطه با حجم فراوان گاز تحت فشارهای بالا مناسب هستند معمولاً در انتهای یک خط لوله در یک ایستگاه کمپرسور قرار دارند. در این سیستم نیز همانند گلایکول در روش اول ماده خشک‌کننده جامد بعد از اشباع شدن از آب جهت احیاء و استفاده‌های مکرر از سیستم‌های گرمکن با درجه حرارت بالا جهت تبخیر بخار آب موجود در گلایکول بکار گرفته می‌شوند. گازطبیعی اینک با طی تمام مراحل تصفیه به‌طور کامل فرآورش و برای مصرف آماده گردید لذا در پایان با تقویت فشار آن تا حدود ۱۰۰۰ psi و پس از محاسبه حجم آن توسط سیستم اندازه‌گیری به خط لوله خروجی پالایشگاه هدایت و تحویل مدیریت منطقه عملیات انتقال گاز مربوطه می‌گردد.